# أزال أرينا
أزال أرينا (بالإنجليزية: AZAL Arena)‏ هو ملعب كرة قدم يقع في باكو، أذربيجان، يتسع لـ 3,500 متفرج.

## التاريخ
افتتح الملعب في أبريل 10, 2011.